# Dolichos nimbaensis
Dolichos nimbaensis là một loài thực vật có hoa trong họ Đậu. Loài này được Schnell miêu tả khoa học đầu tiên.